# St. Nikolaus (Oberzeismering)

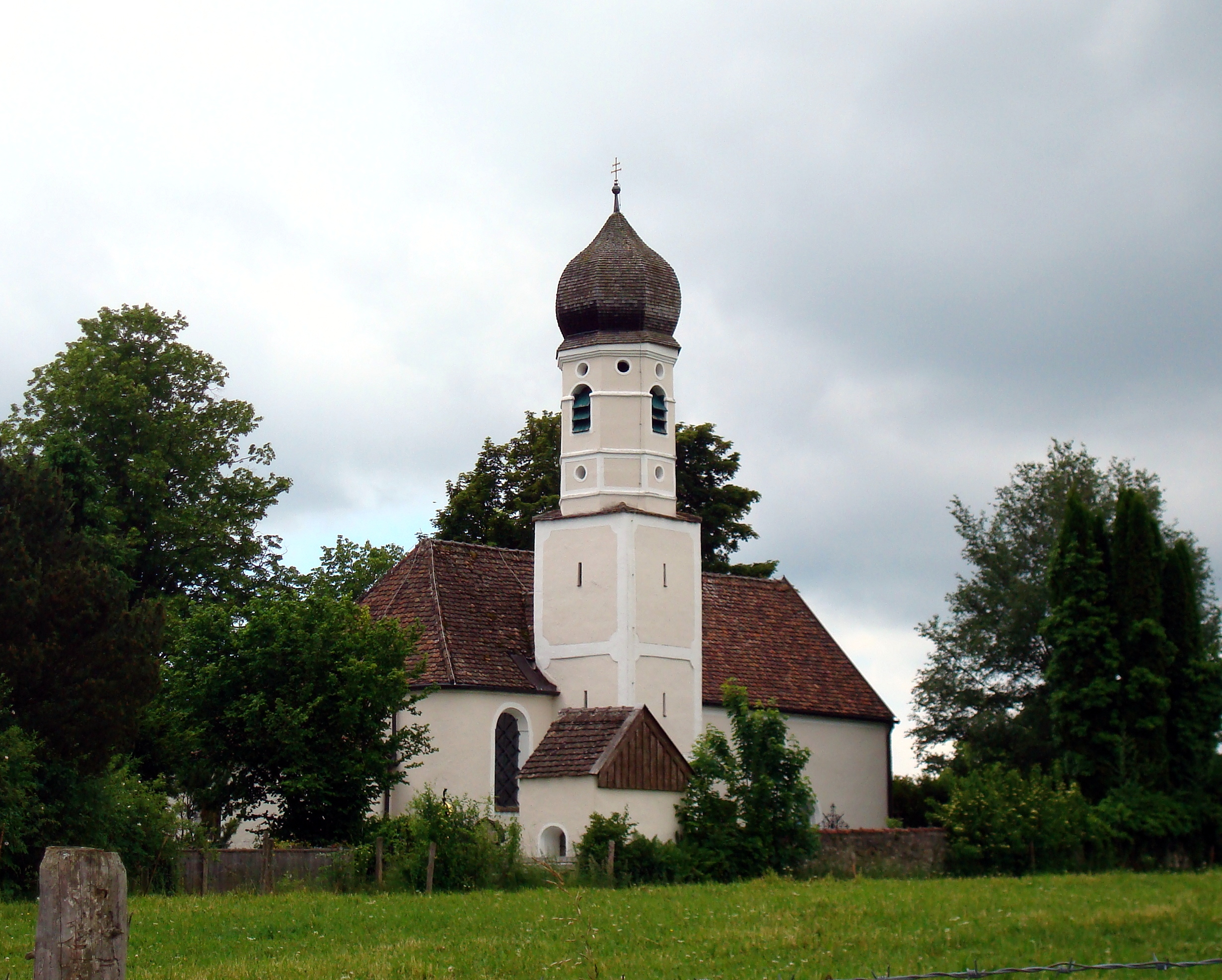
St. Nikolaus in Oberzeismering

Die römisch-katholische Filialkirche St. Nikolaus steht in Oberzeismering, einem Gemeindeteil von Tutzing im oberbayerischen Landkreis Starnberg. Sie ist in der Liste der Baudenkmäler in Tutzing unter der Nr. D-1-88-141-50 eingetragen. Die Kirche gehört zum Dekanat Starnberg im Bistum Augsburg.

## Beschreibung
Die im Kern spätmittelalterliche Saalkirche wurde 1723 barock umgestaltet. Sie besteht aus dem Langhaus, dem Chor mit abgerundeten Ecken im Osten und dem Chorflankenturm auf quadratischem Grundriss an der Nordwand des Chors.
Das achteckige Obergeschoss des mit einer Zwiebelhaube bedeckten Turms enthält den Glockenstuhl mit drei Glocken mit den Schlagtönen cis″, dis″ und fis″. Die älteste ist die von Wolfgang Hubinger 1830 gegossene und dem Heiligen Kreuz geweihte dis″-Glocke. Die dem heiligen Nikololaus gewidmete fis″-Glocke wurde 1997, die Christophorusglocke mit dem Ton cis″ 2008 gegossen, beide von der Glockengießerei Bachert.
Die Sakristei der St.-Nikolaus-Kirche steht an der östlichen Wand des Chors.
Der Innenraum des Langhauses ist mit einem Muldengewölbe überspannt. Der Hochaltar wird von den Skulpturen des Ulrich von Augsburg und der Katharina von Alexandrien flankiert. Im Altarretabel ist Nikolaus von Myra dargestellt.
Eine Besonderheit der Kirche ist an der Nordwand eine Plastik der Heiligen Kümmernis. Es ist die ungewöhnliche Darstellung einer Frau am Kreuz entsprechend einer Legende, die möglicherweise aus dem falschen Verständnis byzantinischer Kruzifixe entstand, die Jesus mit einer langen Tunika und einer Königskrone statt der Dornenkrone zeigten.
Ungewöhnlich ist auch die Orgel. Sie wurde 1989 zufällig auf dem Speicher des Tutzinger Gymnasiums wiederentdeckt. Es ist eine einmanualige Pfeifenorgel, die Philipp Franz Schleich 1720 in Regensburg baute. Nach Instandsetzung ist sie seit Anfang der 1990er-Jahre wieder in Betrieb.